# Даян-Нур
Даян-Нур (також Даян-Нуур) (монг. Даян нуур) — прісноводне озеро в Монголії, аймак Баян-Улгий, площа 67 км. кв розташоване на висоті 2230 метрів. Північно-західна сторона озера межує з гірським масивом Ондорхайран. На березі озера розташовані невеликі ділянки листвяного лісу. Озеро є витоком річки Ховд.